# Alayadiwembu Division
Alayadiwembu Division är en division i Sri Lanka.   Den ligger i distriktet Ampara District och provinsen Östprovinsen, i den sydöstra delen av landet, 220 km öster om huvudstaden Colombo. Antalet invånare är 22 411.